# Lüttich–Bastogne–Lüttich 1993
Lüttich-Bastogne-Lüttich 1993 war die 79. Austragung von Lüttich–Bastogne–Lüttich, eines eintägigen Straßenradrennens. Es wurde am 18. April 1993 über eine Distanz von 26 km ausgetragen. Es war das vierte Rennen im Rad-Weltcup 1993.
Das Rennen wurde von Rolf Sørensen vor Tony Rominger und Maurizio Fondriest gewonnen.

## Teilnehmende Mannschaften
| Carrera Jeans-Tassoni CLAS-Cajastur Lampre-Polti Lotto | Mecair-Ballan Ariostea Novemail-Histor-Laser Computer ONCE | Lotus-Festina Banesto GB-MG Boys Maglificio TVM-Bison Kit | ZG Mobili Wordperfect La William-Duvel Jolly Componibili-Club 88 | Castorama Telekom-Merckx GAN Motorola | Subaru-Montgomery Gatorade-Bianchi Collstrop-Assur Carpets Mercatone Uno-Zucchini-Medeghini |

## Ergebnis
| Rang | Fahrer             | Team                  | Zeit       |
| ---- | ------------------ | --------------------- | ---------- |
| 1    | Rolf Sørensen      | Carrera Jeans-Tassoni | 7h 14' 08" |
| 2    | Tony Rominger      | CLAS-Cajastur         | + 1"       |
| 3    | Maurizio Fondriest | Lampre-Polti          | + 21"      |
| 4    | Jan Nevens         | Lotto                 | + 21"      |
| 5    | Moreno Argentin    | Gewiss-Ballan         | + 37"      |
| 6    | Claudio Chiappucci | Carrera Jeans-Tassoni | + 1' 05"   |
| 7    | Giorgio Furlan     | Ariostea              | + 1' 05"   |
| 8    | Viatcheslav Ekimov | Novell                | + 1' 43"   |
| 9    | Laurent Jalabert   | ONCE                  | + 1' 43"   |
| 10   | Steven Rooks       | Festina-Lotus         | + 1' 43"   |